# Луненбург
Луненбург (англ. Lunenburg) — місто в канадській провінції Нова Шотландія, приблизно за 90 км на південний схід від Галіфаксу. 
Внесено до списку Світової спадщини ЮНЕСКО в 1995 році, як приклад британського колоніального поселення в Північній Америці.

## Історія
Спочатку на даній території проживали мікмаки.
Луненбург заснований в 1753 році та отримав назву на честь короля Великої Британії Георга II, що був також правителем герцогства Брауншвейг-Люнебург. Для захисту міста від нападів французьких військових кораблів і набігів з боку місцевих індіанців навколо міста було споруджено кілька невеликих фортець, в яких розмістився британський гарнізон, а також провінційні війська з Массачусетсу. Під час заселення міста стався бунт — повстання Гофмана.
1 липня 1782 року, в ході війни за незалежність США місто захопили американські корсари.
Багато перших містян були протестантами, вихідцями з рейнської області Німеччини, франкомовних кантонів Швейцарії та Монбельяра, що прибули сюди з тією ж хвилею міграції, що і пенсильванські німці. Британська Корона заохочувала переселення в дані землі іноземних протестантів, з метою недопущення поселень акадійців.

## Економіка і культура
Луненбург є домашнім портом всесвітньо відомої шхуни «Bluenose» та її модифікацій. Тут також розташовані музей атлантичного рибальства і Академія Луненбурга. Важливу роль в економіці відіграє туризм.
У місті розташовані високотехнологічні виробництва компаній «Composites Atlantic» і «HB Studios», один з найбільших в Канаді рибопереробний завод «High Liner Foods».
Місто зберігло своє первісне, розроблене в метрополії, регулярне планування, збереглася значна кількість дерев'яних будівель, деякі з яких були побудовані ще в XVIII столітті.